# Dođite na show!
Dođite na show! prvi je studijski album glazbenog sastava Parni valjak. Na njemu se nalaze 2 instrumentala - "Inge" i "Svim slomljenim srcima". "Inge" je najkraća pjesma u karijeri sastava, a na ovom albumu se nalazi i najdulja pjesma sastava - "Pjesma o starosti". Autor većine pjesama je Husein Hasanefendić, osim "Dođite na show!" i "Sličice iz tramvaja" (Husein Hasanefendić - Parni valjak), "Inge" i "Svim slomljenim srcima" (Jurica Pađen) i "Pjesma o starosti" (Aki Rahimovski).
Album doživljava 2 reizdanja, 1996. ga je reizdao Taped Pictures (slovenska podružnica PGP RTS-a) te 2010. godine sami PGP RTS povodom 2 velika koncerta u beogradskoj Areni.

## Popis pjesama
1. Dođite na show! (5:44)
2. Sličice iz tramvaja (5:01)
3. Pjesma o starosti (7:10)
4. Inge (0:34)
5. Mi smo rock'n'roll band (4:19)
6. Prevela me mala (3:10)
7. Svim slomljenim srcima (6:59)
8. Predstavi je kraj (3:50)
9. O šumama, rijekama i pticama LIVE (4:17)
10. Prevela me mala LIVE (3:11)
11. Parni valjak LIVE (6:18)

## Impresum
- Aranžer - Parni Valjak
- Bas - Zlatko Miksić
- Dizajn - Milenko Miletić
- Bubnjevi, udaraljke, vokali - Srećko Antonioli
- Fotografija - Aljoša Milačić, Vican Vicanović
- Gitara [klasična, akustična], vokali - Husein Hasanefendić, Jurica Pađen
- Inženjer - Stevo Tibai
- Klavir, vokali - Aki Rahimovski
- Producent - Jovan Adamov, Vedran Božić
- Sintsajzer - Mato Došen

## Vanjske poveznice
- Dođite na show! na službenoj stranici sastava
- Dođite na show! na stranici Diccogs.com